# Nagaokakyō (Kyoto)
Pour les articles homonymes, voir Nagaokakyō.
Nagaokakyō (長岡京市, Nagaokakyō-shi) est une ville située dans la préfecture de Kyoto, au Japon.

## Géographie

### Situation
Nagaokakyō est située dans le sud de la préfecture de Kyoto, au sud-ouest de la ville de Kyoto.

### Municipalités limitrophes
| Kyoto     | Kyoto      | Mukō      |
| Shimamoto | Nagaokakyō | Kyoto     |
| Shimamoto | Ōyamazaki  | Ōyamazaki |

### Démographie
En avril 2024, la population de la ville de Nagaokakyō était de 82 258 habitants répartis sur une superficie de 19,17 km2.

### Climat
Nagaokakyō a un climat subtropical humide avec des étés très chauds et des hivers frais. La température moyenne annuelle est de 14,5 °C. La pluviométrie annuelle moyenne est de 1 677 mm, septembre étant le mois le plus humide.

## Histoire
La ville fut fondée le 1er octobre 1972, remplaçant celle de Nagaoka, elle-même formée le 1er octobre 1949 par la fusion de trois villages. Son nom est dérivé de l'ancienne capitale impériale Nagaoka-kyō, bien que la majeure partie de celle-ci, y compris le palais impérial, se trouvait à l'emplacement de la ville actuelle de Mukō.

## Culture locale et patrimoine
- Château de Shōryūji
- Garasha matsuri

## Transports
La ville est desservie par la ligne JR Kyoto à la gare de Nagaokakyō et par la ligne Hankyu Kyoto aux gares de Nagaoka-Tenjin et Nishiyama-Tennōzan.

## Villes jumelées
Nagaokakyō est jumelée avec :
- Izunokuni (Japon),
- Arlington (États-Unis),
- Ningbo (Chine).